# John Byng
John Byng (Southill, 29 ottobre 1704 – Portsmouth, 14 marzo 1757) è stato un ammiraglio inglese.
La prima causa della sua notorietà è dovuta alla sua fucilazione sul cassero della HMS Monarch a Portsmouth dopo una corte marziale istruita per la sua mancata difesa di Minorca durante la battaglia navale lì combattuta durante la guerra dei sette anni.

## Biografia
Quarto figlio del contrammiraglio George Byng, I visconte Torrington, entrò nella Royal Navy nel 1718 a 14 anni. Nominato rapidamente tenente di vascello a 19 anni, a 23 anni assunse il comando della HMS Gibraltar. In seguito nel 1742 venne nominato commodoro governatore di Terranova. Divenne contrammiraglio nel 1745 e vice ammiraglio nel 1747. Fu membro del parlamento per il distretto di Rochester fino alla sua morte.

### La Battaglia di Minorca

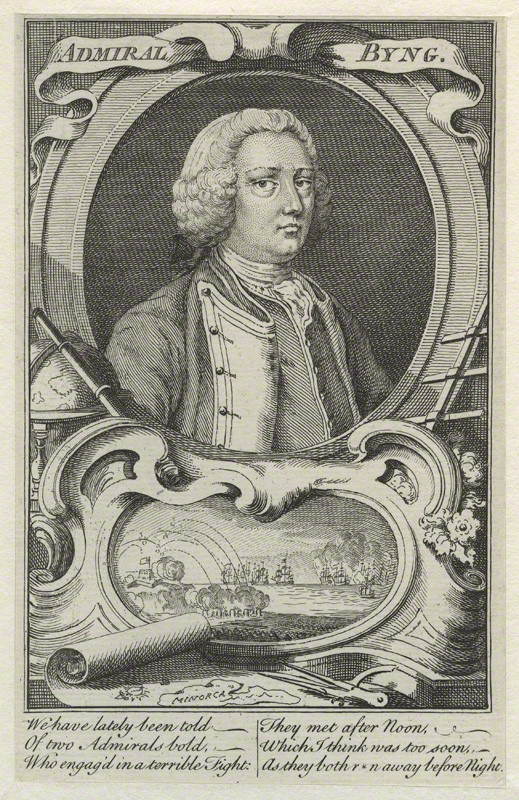
We have lately been told
Of two admirals bold,
Who engag'd in a terrible Fight:
They met after Noon,
Which I think was too soon,
As they both ran away before Night.

All'inizio della Guerra dei Sette anni, l'isola di Minorca che era possedimento inglese dal 1708 quando era stata conquistata nell'ambito della Guerra di successione spagnola, venne attaccata dai francesi provenienti da Tolone e invasa nel 1756.
Byng che prestava servizio nel Canale della Manica, ottenne di recarsi nel Mediterraneo al comando della guarnigione di stanza a Fort St Philip, presso Mahón. Malgrado le sue proteste, egli non ricevette né soldi né tempo per preparare la spedizione al meglio, a tal punto che i suoi ordini vennero fraintesi durante i cinque giorni successivi alla sua partenza, sino all'arrivo sull'isola spagnola, il che comprometterà seriamente la riuscita della missione. Byng giunse sull'isola con dieci navi cariche di Royal Marines per rinforzare la guarnigione già presente e immediatamente si scontrò con lo squadrone francese subendo pericolose perdite. Dalla sua corrispondenza di quei giorni sappiamo che la situazione diveniva sempre più critica col proseguire dei combattimento, giungendo persino a richiedere rinforzi al governatore di Gibilterra (altro possedimento inglese nel mediterraneo), ma questi glieli negò.
Byng era giunto sull'isola l'8 maggio di quell'anno, ma già prima del suo arrivo i francesi avevano sbarcato 15.000 soldati a Minorca, preparandosi ad occupare l'isola. Il 19 maggio, Byng aprì la piena comunicazione col forte sebbene l'avanzata dei francesi lo costringesse subito allo scontro.
Si aprì così la Battaglia di Minorca che venne combattuta il giorno seguente. Byng, che già aveva subito delle perdite durante i primi scontri navali che lo avevano accolto sull'isola, mosse tutte le navi disponibili allo scontro.
Isolato dai francesi, Byng e la sua flotta rimasero quattro giorni nei pressi di Minorca senza essere in grado di stabilire delle comunicazioni col forte o avere modo di scontrarsi con le truppe nemiche. A questo punto Byng si rese conto che la cosa migliore da fare era approdare al primo porto disponibile per far riparare le proprie navi, pesantemente danneggiate. Il porto più vicino era Gibilterra e quindi il piano di Byng era quello di recarsi al porto, riparare le navi, acquisire nuovi rinforzi e poi ripartire alla volta di Fort St Philip. Ad ogni modo, prima che egli potesse attuare il proprio piano, una nuova nave giunse dall'Inghilterra con nuove istruzioni, sollevando Byng dall'incarico e riportandolo in madrepatria. Byng venne promosso nel frattempo ammiraglio il 1º giugno di quell'anno, successivamente alle azioni di Minorca, ma prima che l'Ammiragliato ricevesse il suo dispaccio con le notizie sulla battaglia.
La guarnigione inglese di Minorca, privata oltre che di mezzi anche del proprio comandante, venne costretta a capitolare ai francesi il 29 giugno di quello stesso anno. Secondo i termini di pace, la guarnigione presente ebbe modo di tornare in Inghilterra senza problemi e l'isola passò sotto il controllo francese.

### La corte marziale
Il fallimento della Battaglia di Minorca fu inizialmente causa di pubblico oltraggio per i marinai e gli ufficiali responsabili dell'azione mancata. Byng venne condotto di fronte alla corte marziale per aver disatteso al codice della marina inglese (da poco revisionato) che gli imponeva di fare il possibile per sconfiggere il nemico il più presto possibile.
Nel 1745, durante la Guerra di successione austriaca, un giovane luogotenente di nome Baker Phillips venne passato alle armi dopo che le sue navi vennero catturate dai francesi, assieme al proprio capitano che non aveva fatto nulla per impegnare i vascelli all'azione. Il giovane, senza esperienza, era stato costretto a prendere il comando delle navi ma non potendo più nulla per difenderle.
La corte marziale, giudicando Byng, adottò il medesimo metodo accusandolo di negligenza. Byng venne condannato a morte dalla corte anche se egli richiese al re Giorgio II in persona la grazia.

### Negazione della clemenza ed esecuzione

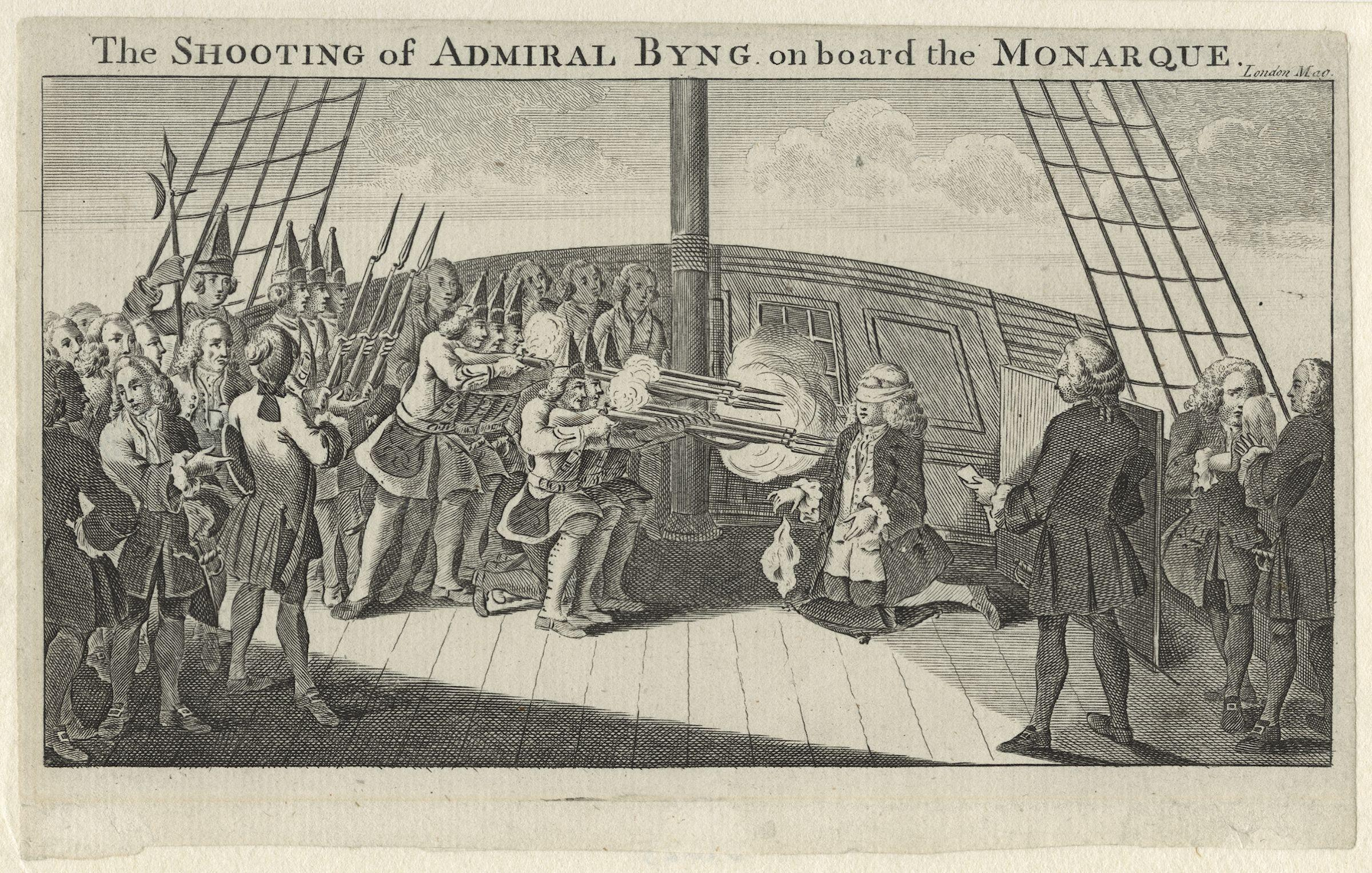
Fucilazione dell'ammiraglio Byng, artista sconosciuto.

Il nuovo Primo Lord dell'Ammiragliato, Lord Temple, ottenne di fare un'udienza apposita con il re per ottenere la grazia per Byng, ma questa gli venne rifiutata in un acceso scontro.
Il primo ministro, William Pitt il Vecchio, sapeva che Byng aveva fatto il possibile per mantenere il potere a Minorca anche se per proseguire aveva deciso di far riparare le proprie navi. Pitt e Giorgio II, ad ogni modo, avevano contrasti interni anche a livello politico amministrativo e come tale l'opposizione anche sulla causa di Byng fu importante.
La severità della pena, combinata con il sospetto che l'Ammiragliato si stesse difendendo attraverso Byng per una sconfitta subita, portò Pitt a prendere una posizione ferma sulla questione esponendo chiaramente al re: «La Camera dei Comuni, Sire, è incline alla grazia» e re Giorgio II rispose: «Siete voi a chiedermi sempre di guardare più al sentimento del mio popolo che alla Camera dei Comuni».
A seguito della pronuncia della sentenza da parte della corte marziale, l'ammiraglio Byng venne detenuto a bordo della HMS Monarch presso il Solent (Portsmouth) ed il 14 marzo 1757 venne fucilato. Ottenne in questo frangente il privilegio di poter comandare il plotone di esecuzione dando un segnale con il proprio fazzoletto.

### Nella letteratura
L'esecuzione di Byng fu oggetto di satira da parte di Voltaire nel suo Candide. A Portsmouth, Candide assiste all'esecuzione di un ufficiale da parte di un plotone di esecuzione, e gli viene detto che «...in questo paese, è bene uccidere un ammiraglio, di tanto in tanto, per incoraggiare gli altri» (Dans ce pays-ci, il est bon de tuer de temps en temps un amiral pour encourager les autres).
Byng fu l'ultimo del suo grado ad essere fucilato, e 22 anni dopo il fatto gli Articoli di Guerra (il regolamento della Royal Navy) vennero emendati per permettere "un altro tipo di punizione che la natura ed il grado dell'ufficiale possa essere ritenuto adeguato"  come alternativa alla pena capitale. Nel 2007 alcuni discendenti di Byng fecero una petizione al governo per un perdono postumo; il Ministero della Difesa rifiutò. I membri della famiglia ed un gruppo a Southill nel Bedfordshire dove la famiglia Byng vive continuano ad adoperarsi per il perdono.
L'esecuzione di Byng fu definito "il peggior crimine legalistico negli annali della nazione". Ciò non di meno, esso può aver influenzato il comportamento dei futuri ufficiali di marina, aiutando ad inculcare loro "una cultura di aggressiva determinazione che pose gli ufficiali inglesi al di fuori dei loro contemporanei, e che nello stesso tempo diede loro un ascendente psicologico fortemente in scesa" Questo, invece, può aver contribuito al successo della Royal Navy e all'acquisizione e alla difesa dell'Impero britannico, poiché i comandanti sapevano che sebbene ci fosse la possibilità di fallimento in battaglia, non rischiare la battaglia avrebbe comportato una certezza di punizione. Nelle parole di uno storico della Royal Navy, questo "omicidio giudiziario" ha brutalmente dimostrato che ci si aspetta da un ufficiale di marina più che semplice coraggio e lealtà.
Queste considerazioni politiche non furono di conforto alla famiglia delle loro vittime. L'epitaffio nella cappella di famiglia dell'ammiraglio Byng nella chiesa di Tutti i Santi a Southill, esprime il loro punto di vista, e quello di gran parte della nazione:
To the perpetual Disgrace
of PUBLICK JUSTICE
The Honble. JOHN BYNG Esqr
Admiral of the Blue
Fell a MARTYR to
POLITICAL PERSECUTION
March 14th in the year 1757 when
BRAVERY and LOYALTY
were Insufficient Securities
For the
Life and Honour
of a
NAVAL OFFICER